# Каракамыш (канал)
Каракамы́ш (узб. Qoraqamish, Қорақамиш) — канал в Ташкентской области и городе Ташкенте. Каракамыш имеет естественное происхождение и протекает по природной долине, где уже в древности был создан канал. В настоящее время используется в качестве коллектора.

## Этимология названия
Название канала Каракамыш переводится как «чёрный камыш (тростник)». По-видимому, подобное именование обозначает густые тростниковые заросли, которые издалека казались тёмными (так, известен топоним Карадарахт — буквально, «чёрное дерево», обозначающий протяжённые садовые насаждения).

## Общее описание
Длина канала составляет 21,0 км. Канал течёт в общем юго-западном направлении, проходя по северо-западным окраинам столицы и впадая в Нижний Бозсу на границе города.
Каракамыш является древним каналом, пролегающим по природной долине. Изначально он являлся естественным водотоком, который был преобразован в канал в ходе хозяйственного использования. До возникновения постоянных поселений существовала протока Каракамыш
По течению Каракамыша наблюдается эрозия почвы и карстово-суффозные процессы. Из-за постепенного размыва дна и берегов, который приводит к углублению русла, в настоящее время он протекает в овраге, местами переходящем в отвесный каньон.
Сейчас Каракамыш используется в качестве коллектора. В него вливаются воды каналов Чагатай, Кукча (после разделения на Бирлик и Бешкайрагач), Джар и других арыков. Даёт начало каналу Майкурган. Кроме того, по небольшому участку Каракамыша в настоящее время проходит путь водного тракта крупного канала, который выше подхода к Каракамышу известен как Кечкурук, а ниже — как Дамарык.
Каракамыш собирает воды, возвращаемые с полей от полива, сбросные воды промышленных предприятий и коммунальных объектов. В связи с этим воды Каракамыша содержат большое количество растворённых веществ. В верхнем течении содержание различных солей колеблется в пределах 1,026—1,412 г/л. Благодаря впадению ряда каналов и прохождению очистных сооружений минерализация снижается до 0,787—1,080 г/л (данные о минерализации — по состоянию на 1983-й год).

## Течение
Каракамыш берёт начало к северу от Ташкента, несколько выше Дендропарка. Вначале имеет южное направление течения лишь с небольшим уклоном к западу. Пройдя по Дендропарку, пересекает Ташкентскую кольцевую автомобильную дорогу и оказывается на территории столицы. Протекает по северо-западной части Юнусабадского района в общем юго-восточном направлении. Вдоль Каракамыша здесь проведена улица Юкары Каракамыш.
Пересекая железную дорогу Ташкент — Москва, выходит в Алмазарский район. На территории района канал проходит в общем западном направлении, затем приобретает даже некоторый уклон к северу. Пересекается с крупными улицами Карасарай, Мансура Шамсутдинова, Келес йули, Уразбаева, Мухбир, проходит вдоль улицы Камарнисо. В Алмазарском районе на берегах Каракамыша стоит одноимённый массив, а также НИИ педиатрии. На массиве Каракамыш по небольшому участку Каракамыша в настоящее время проходит путь водного тракта крупного канала, который выше подхода к Каракамышу известен как Кечкурук, а ниже отхода от него — как Дамарык. Общий участок течения двух каналов имеет длину около 1 км. В точке отхода Дамарыка Каракамыш поворачивает вбок, а Дамарык сохраняет направление вышележащего русла, в настоящее время надземной связи между течением Каркакамыша до и после отхода Дамарыка не существует. Ранее Кечкурук (Дамарык) пересекал Каракамыш, проходя поверху земляной дамбы.
Затем второй раз пересекает Ташкентскую кольцевую автомобильную дорогу, вновь переходя на земли Ташкентской области. Перед пересечением с кольцевой дорогой в Каракамыш впадает Катастрофический водосброс из Дамарыка.
За пересечением Каракамыш возвращает южное направление течения с уклоном к востоку, которое сохраняет до устья (однако русло имеет множество изгибов). На этом участке на берегу Каракамыша расположены очистные сооружения. Далее, вплоть до впадения, протекает по границе Учтепинского района и области. Пересекается с несколькими автодорогами. За вторым пересечением с кольцевой дорогой Каракамыша достигают воды Чагатая, Кукчи (посредством каналов Бирлик и Бешкайрагач) и Джара.
Прошедшие очистку воды Каракамыша вливаются в Нижний Бозсу на высоте примерно 390 м. Между двумя каналами перед их слиянием расположен массив Урикзор.

## Археологические памятники
По берегам Каракамыша сохранились археологические памятники древнейших периодов пребывания человека на территории современного Ташкента.
Близ слияния Каракамыша с Нижним Бозсу, в урочище Шаимкуприк находится палеолитическое местонахождение Бозсу 1, а в урочище Шуралисай местонахождение Бозсу 2; входящие в число бозсуйских поселений. В октябре 1959 года близ Бозсу-1 гидрогеолог И. А. Анбоев открыл местонахождение на берегу самого Каракамыша. В результате обвала оказались обнажены три культурных горизонта, два из которых относятся к периоду палеолита, третий — к рубежу бронзового века. В мустьерский комплекс местонахождения Каракамыш входят нуклеусы, сколы, боковые ножи, скрёбла (в том числе, боковые) и скребловидные орудия, выемчатые орудия, удлинённые пластины.
3—3,5 тыс. лет назад функционировала стоянка Серкали, расположенная на берегу Каракамыша в северо-восточной части Ташкента. Она относится к периоду, когда по территории города проходили племена эпохи бронзы. Временная стоянка была исследована С. Рахимовым. В Серкали собрана плоскодонная керамика ручной выделки, украшенная крупным рубчатым штампом.
В период создания постоянных поселений на территории Ташкента система оросителей Бозсу — Калькауз — Каракамыш осваивалась наряду с более древней в использовании системой Джун — Салар — Карасу. Здесь появлялись некоторые поселения 2-й (V—XIII век н. э.) и поселения 3-й очереди (IX—XIII век н. э.) освоения.